# 波傑塔峰
波傑塔峰（英語：Pojeta Peak），是南極洲的山峰，位於埃爾斯沃思地，處於賓漢姆峰東南面3.7公里，屬於埃爾斯沃思山脈中赫里蒂奇嶺的一部分，現時由南極條約體系管理。